# 宋朝货币

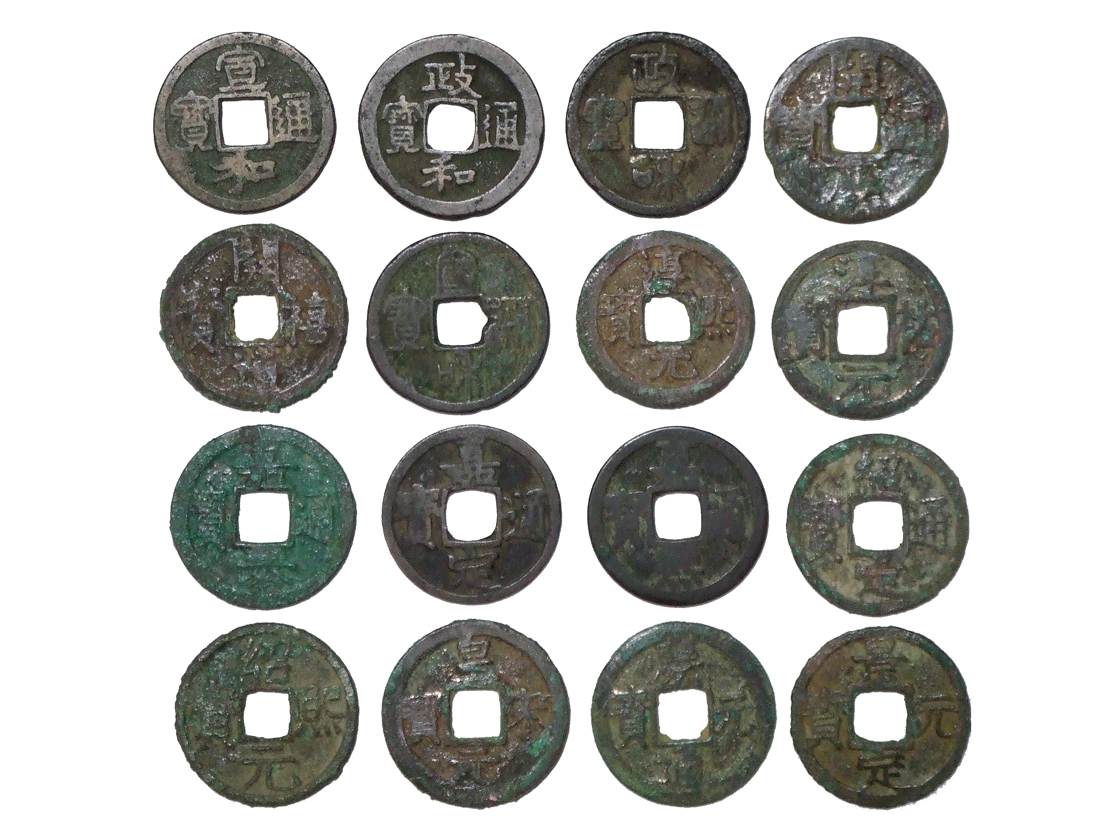
北宋钱（左上3枚）南宋钱

宋代货币可分为两大类：一、硬币，有铜钱、铁钱、夹锡币及金银等。二、纸币，有交子、钱引、会子等。南宋时，铜钱数目渐少，交子、关子、会子乃继之通行。
宋錢是北宋時期所鑄造的硬通貨貨幣，材質為銅，故稱銅钱。但是，北宋初年的四川地區（當時有五代十國的後蜀政權）曾經鑄造過鐵錢，該貨幣曾於四川、陝西等廣泛使用，而宋太宗曾一度終止使用，直到宋仁宗天聖元年，鐵錢全部被禁止使用並收繳回中央，被官交子所取代。
而由於宋對遼、西夏之間曾有過敵對关係，為了防止鐵錢的流出以資助敵人，故以銅錢代替鐵钱，結果銅錢生產過多，而都稱為宋钱。

## 鑄造與監管單位
宋代設有少府鑄錢監、鑄錢院，這兩家國營管理機構，相當於現代的中央印製廠。主要負責銅山的開採挖掘與銅錢的鑄造，皆為国家所經營。

## 硬幣

### 名稱
除第一代之外，其餘皆以當朝皇帝的年號所刻印發行。
- 建国初年：宋元通宝
- 第二代：太平通宝
- 第三代：淳化元宝、至道元宝、咸平元宝、景徳元宝、祥符元宝。

### 概要
最初，1個銅錢等於1文（當時稱1钱），也稱為小平錢（小錢）。但是，由於宋朝的財政狀況隨著政治與經濟的發展逐漸產生通貨膨脹的困境，陷入逼迫之下，開始鑄造當2錢（2文錢，當時稱「折2錢」）、當5錢（5文錢）、與當10錢（10文錢）。
主要流通的貨幣是小面額的、小平錢當2錢（折2錢）。
錢的單位：一貫是一緡文（即一千文錢）。後來為了商業交易方便，滿96個1文錢時，便通稱一貫（100文），也作「短陌」。等同於10個100文，實際960文錢在日本通稱一貫。
建國初年，每年鑄造約七萬貫的硬幣數量，相當於七千萬文錢。次年亦進行增鑄，一直到神宗時期（1067年 - 1085年），當時的宋朝貨幣發行總量達到六百萬貫，相當於六十億文錢。

## 流通状況
宋钱，開始被周邊各國所使用來購買在宋朝生產的商品，例如：經常賬赤字嚴重的遼國、西夏、金國（女真）、日本、東南亞諸国（尤其暹羅，今泰國），更遠還擴及到波斯與非洲等方面都有其外匯儲備。當時北宋銅錢幾乎在全亞洲所流通，對当時的经济状況確實產生重大的影響，那代表当時中国王朝的政治影響力。
而南遷的宋王朝由於经費拮据、來不及尋找新的銅礦產能、銅钱鑄造減少、轉而以銀作為準備貨幣而發行紙幣。

## 关連項目
- 日宋貿易